# Ioan Lespuc
Ioan Lespuc (n. 6 august 1936, Cluj-Napoca – d. 11 iunie 2005) a fost un jurnalist și fotoreporter român. Timp de aproximativ 30 de ani a realizat mii de fotografii și a fost angajat la mai multe publicații editate la Cluj și București.
A realizat de-a lungul carierei sale fotografii pentru ziarele Făclia, Sportul, devenit după Revoluția din 1989 Gazeta Sporturilor, Adevărul de Cluj, Mesagerul transilvan, Transilvania Sport, Ziarul de Cluj.
S-a retras din presă în 1999, după ce a suferit un accident vascular cerebral. A trecut la cele veșnice în 2005, la Cluj-Napoca.
Începând din anul 2006, la Cluj-Napoca se organizează anual un concurs de fotografie sportivă care poartă numele „Ioan Lespuc”.